# Gekonowate
Gekonowate, gekony (Gekkonidae) – najbogatsza w gatunki rodzina małych i średniej wielkości jaszczurek z infrarzędu Gekkota w obrębie rzędu łuskonośnych (Squamata). Obejmuje około 60 rodzajów i ponad 1500 gatunków opisanych naukowo. Gekony są gadami o najbardziej prymitywnej wśród jaszczurek budowie. Są popularnymi wśród terrarystów zwierzętami domowymi.

## Występowanie i biotop
Najliczniej występują w strefie zwrotnikowej i podzwrotnikowej. Ameryka Północna i Południowa, Afryka, Madagaskar, Półwysep Arabski, południowa Azja, Australia, Archipelag Malajski i Europa (7 gatunków). Dotarły do wielu wysp. Żyją w lasach, stepach, na sawannach, terenach pustynnych i skalistych, a niektóre w pobliżu siedzib ludzkich (tzw. gekony domowe).

## Opis
Skóra cienka i delikatna, pokryta małymi, ziarnistymi łuskami. Na skórze występują rogowe twory o różnym kształcie lub rogowe płytki. Głowa duża, wyraźnie wyodrębniona, oczy wystające, duże, często jasno ubarwione. Gatunki dzienne mają źrenice okrągłe, a nocne pionowe. Powieki zrośnięte, przez co muszą czyścić oczy długim językiem. Źrenice mogą się zwężać lub rozszerzać. Ogon długi, zwykle stanowi połowę całkowitej długości ciała, w przekroju okrągły, często walcowaty. Większość gekonów zjada wylinkę. U gatunków nadrzewnych występują pod palcami włoskowate przylgi, które umożliwiają im sprawne chodzenie po pionowych ścianach, sufitach, a nawet po szybach. Są jedynymi jaszczurkami mającymi zdolność wydawania donośnych głosów. Od jednego z tych dźwięków (gek-ko) pochodzi naukowa nazwa rodziny. Głosy samców różnią się od głosów samic. Gekony mają dobrze rozwinięty zmysł słuchu.

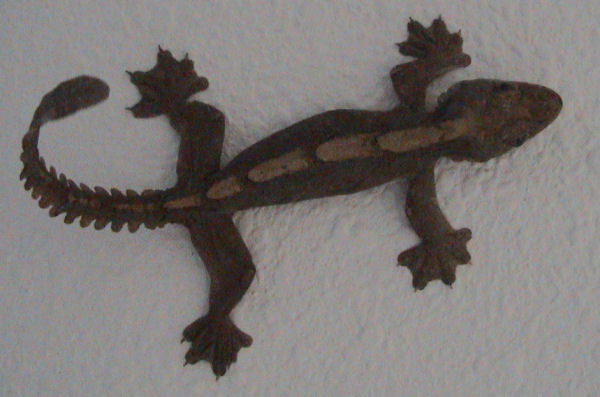
Fałdoskórkon indomalajski (Gekko kuhli)

BiotopSuche środowiska, lasy, skaliste pustynie, często zamieszkują w pobliżu ludzkich siedzib.
PokarmGłównie duże owady, większe gatunki są drapieżnikami polującymi na małe kręgowce – ptaki i gryzonie. Dorosłe gekony często zjadają mniejszych przedstawicieli swojego gatunku (np. gekon toke). Przedstawiciele rodzaju Phelsuma oprócz bezkręgowców jedzą również owoce, nektar i pyłek kwiatowy.

## Zachowanie
Gekony dzielą się na nocne (pionowe źrenice) i dzienne (okrągłe źrenice). Dzienne gekony, jak nazwa tłumaczy, prowadzą dzienny tryb życia i zazwyczaj są bardziej barwne od nocnych. Rzadziej występujące rodzaje gekonów dziennych to: Phelsuma i Lygodactylus.

## Rozmnażanie
Dojrzałość płciowa zwykle w drugim roku życia. Gatunki zaliczane do rodziny są jajorodne. Trzy gatunki gekonów są partenogenetyczne. Samica składa od 1 do 2 jaj kulistego kształtu, w pergaminowych osłonkach pokrytych lepkim śluzem, które przykleja w różnych szczelinach, pod kamieniami lub na ziemi.

## Funkcje ogona
U gekonów ogon spełnia wiele funkcji. Przede wszystkim jest pomocniczym narządem ruchu istotnym przy balansowaniu ciałem podczas wykonywania skoków. U wielu gekonów stał się on rezerwuarem tłuszczu. Fałdoskórkon indomalajski posiada na ogonie specjalne fałdy. Fałdy te pomagają w lepszym przyleganiu do podłoża, w wykonywaniu lotu ślizgowego podczas skoku, a także do lepszego maskowania.

## Autotomia
Gekony mają zdolność odrzucania ogona, co ratuje im często życie. Oderwany, poruszający się ogon przypomina wijącą się gąsienicę, dzięki czemu odwraca uwagę napastnika, a gekon w tym czasie zdoła umknąć i ukryć się. Utracona przez zwierzę część ciała jest regenerowana, jednak nigdy już nie jest podobna do pierwowzoru. Nie wszystkie gekony posiadają zdolność do autotomii.

## Przyleganie do powierzchni

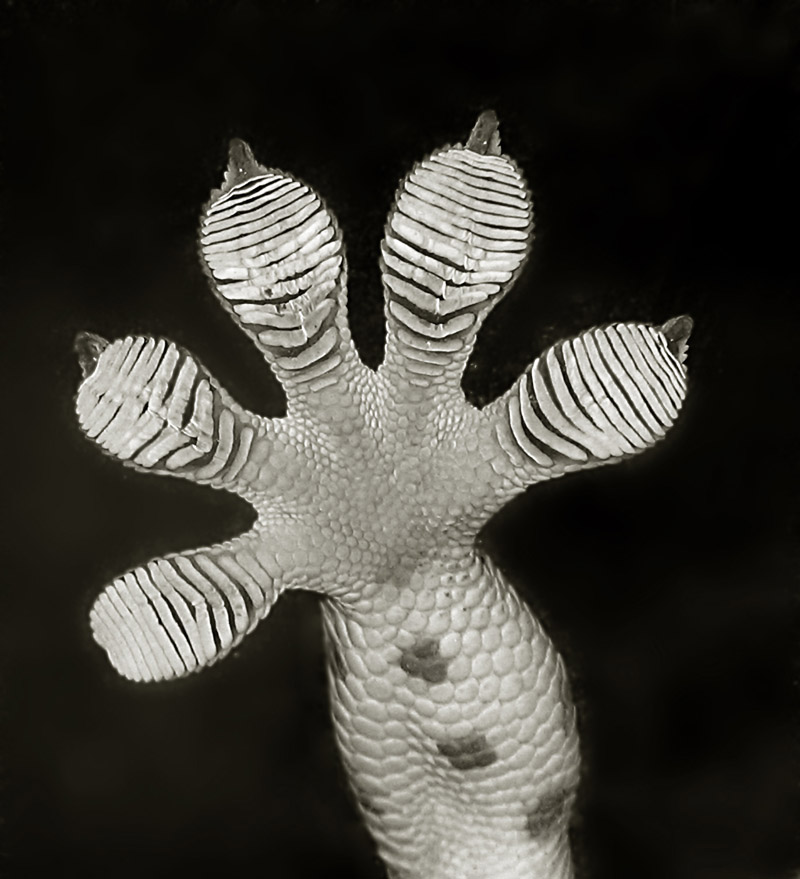
Spodnia część palców (lamellae) niewielkiego toke

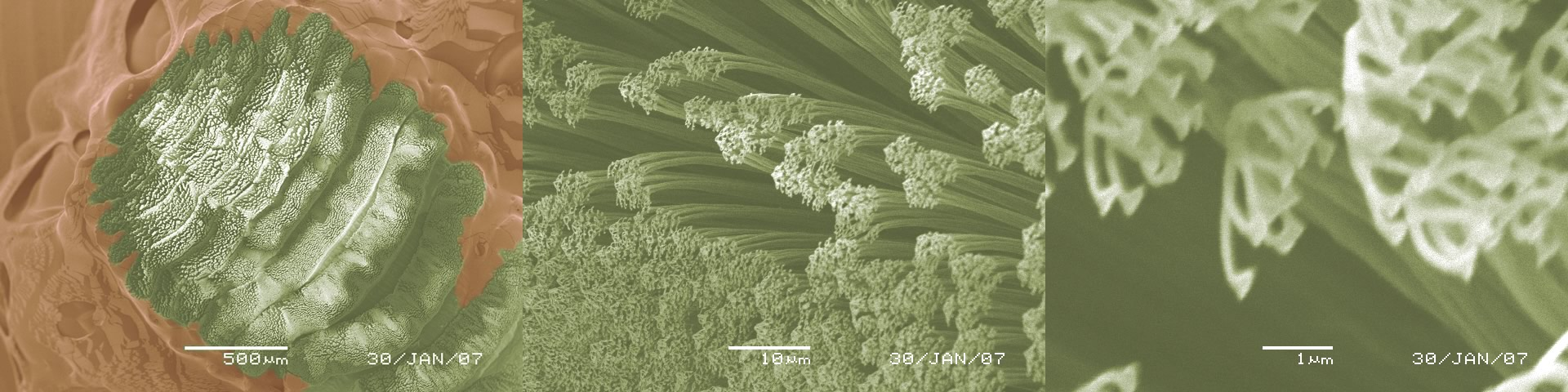
Wielokrotne powiększenie spodniej części palca gekona (lamellae)

Charakterystyczną cechą gatunków nadrzewnych jest zdolność przylegania do powierzchni. Gekony o naziemnym trybie życia są tej cechy pozbawione. Na spodniej części spłaszczonych palców istnieją specjalne twory (lamellae). Są to nachodzące na siebie blaszki pokryte milionami mikroskopijnych wyrostków skórnych. Jeden wyrostek jest wielkości około 10 do 100 mikrometrów. Specjalny mechanizm układu krwionośnego w kończynach gekona umożliwia mu sterowanie przyczepnością. Wystarczy, że unosi lub opuszcza palce. Dorosły gekon potrafi utrzymać cały ciężar ciała jednym palcem. Zaczepiony wszystkimi palcami jest w stanie unieść ciężar ludzkiego noworodka.

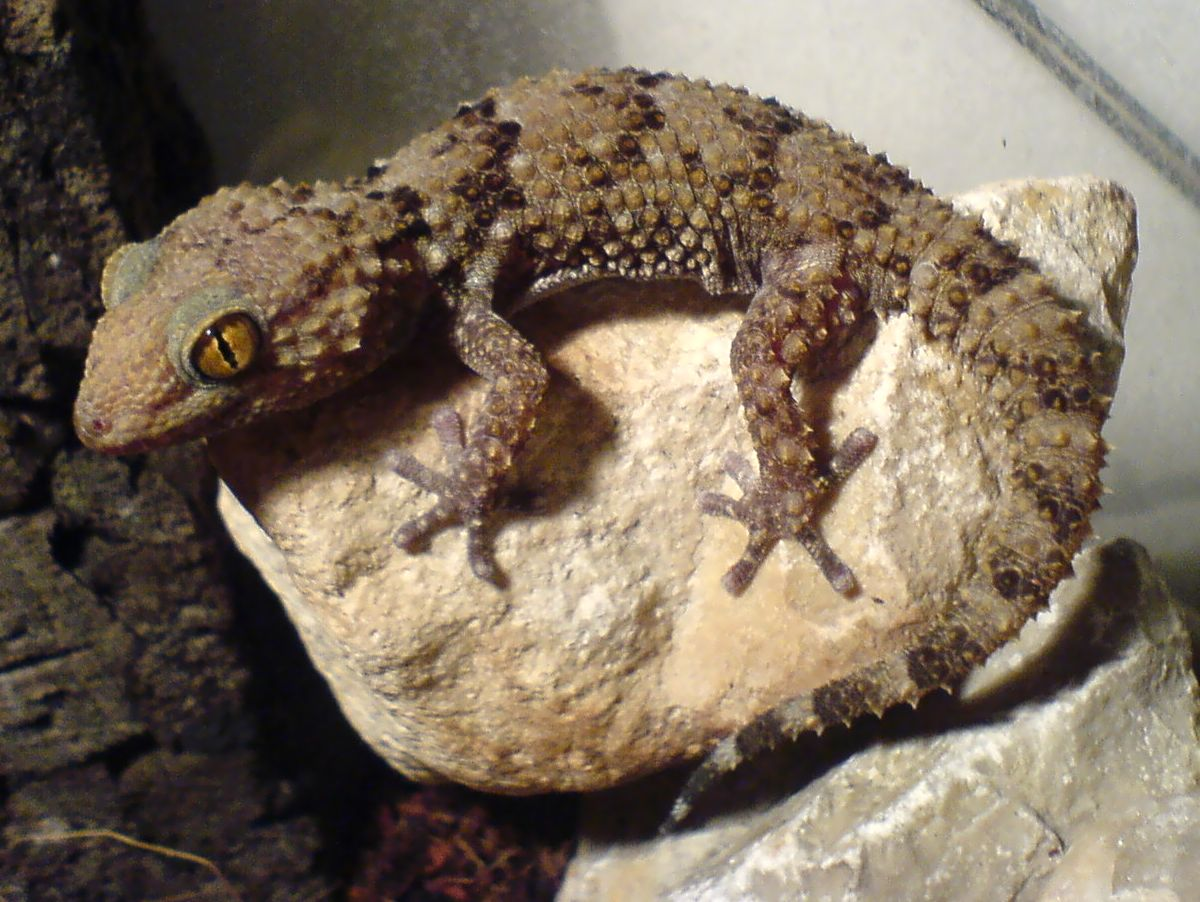
Młody Chondrodactylus bibronii

## Zmiana ubarwienia
Gekony potrafią zmieniać ubarwienie. Nie jest to zmiana jak u kameleonów, a jedynie zmiana z jasnej na ciemniejszą. Kiedy gekon jest zaciekawiony lub oddaje się zwiedzaniu obcego terenu – jaśnieje. Kiedy jest zaniepokojony lub ma zły stan zdrowia – przybiera ciemniejszą barwę. Dzieje się tak, ponieważ gekony posiadają specjalne komórki w skórze, które rozszerzają lub kurczą się na polecenie układu nerwowego gekona. Takie same komórki występują w skórze mątwy, pozwalając jej całkowicie zlewać się z otoczeniem, dużo szybciej i efektywniej niż robią to gekony.

### Dymorfizm płciowy

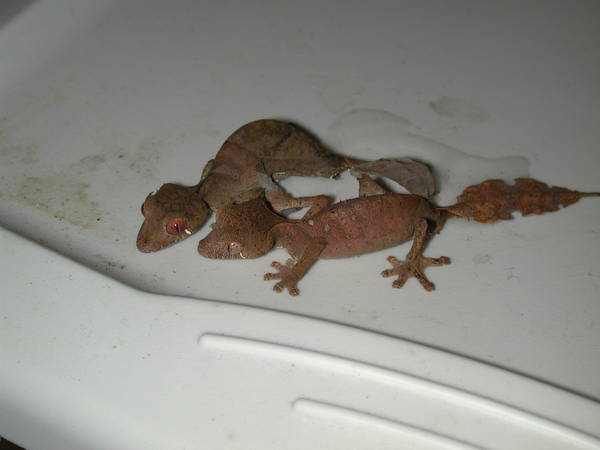
Gekon liścioogonowy – samiec (po prawej) i samica. Ogon samca wygląda jak nadgryziony liść

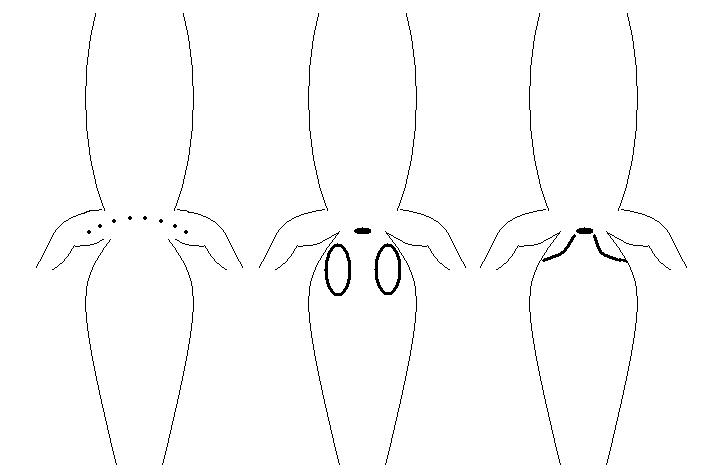
Schematy okolicy kloaki u samców

Zazwyczaj u gekonów różnice między samcem a samicą są mało wyraźne. Kiedy gekony są bardzo młode, rozróżnienie płci może być niemożliwe. Dlatego stwierdzenie różnic wymaga dokonania pewnych obserwacji. Dobrym sposobem na odróżnienie płci jest umieszczenie małych osobników w tym samym terrarium. Samce zazwyczaj agresywniejsze będą próbować dominować nad innymi osobnikami. Podczas podejmowanych prób zdominowania będą wydawać charakterystyczne odgłosy.
Samice na ogół są mniejsze od samców. U samców nasada ogona w większości jest grubsza. Wszystkie gekony w okolicach kloaki, zaraz obok ogona, mają widoczne pory. Każdy gatunek gekona ma charakterystyczny dla siebie układ porów. Pory te są różne u samców i samic.

## Systematyka
W przeszłości w rodzinie gekonów wyróżniano podrodziny Aeluroscalabotinae (obejmującą tylko rodzaj Aeluroscalabotes), Eublepharinae, Gekkoninae, Teratoscincinae (obejmującą tylko rodzaj Teratoscincus) i Diplodactylinae. Obecnie wiadomo, że wszystkie te podrodziny nie tworzą kladu, do którego nie należałyby również płatonogowate. Diplodactylinae i Eublepharinae są obecnie podnoszone do rangi odrębnych rodzin Diplodactylidae i Eublepharidae (przy czym do Eublepharidae zaliczany jest również rodzaj Aeluroscalabotes), zaś rodzaj Teratoscincus jest zaliczany do odrębnej rodziny Sphaerodactylidae.
Do rodziny Gekkonidae zaliczane są następujące rodzaje, łacznie 1680 gatunków:

- Afroedura Loveridge, 1944
- Afrogecko Bauer, Good & Branch, 1997 – jedynym przedstawicielem jest Afrogecko porphyreus (Daudin, 1802)
- Agamura Blanford, 1874
- Ailuronyx Fitzinger, 1843
- Alsophylax Fitzinger, 1843
- Altiphylax Eremchenko & Szczerbak, 1984
- Ancylodactylus Müller, 1907
- Bauerius Lobón-Rovira, Conradie, Vaz Pinto, Keates, Edwards, Plessis & Branch, 2022 – jedynym przedstawicielem jest Bauerius ansorgii (Boulenger, 1907)
- Blaesodactylus Boettger, 1893
- Bunopus Blanford, 1874
- Calodactylodes Strand, 1926
- Chondrodactylus Peters, 1870
- Christinus Wells & Wellington, 1984
- Cnemaspis Strauch, 1887
- Crossobamon Boettger, 1888
- Cryptactites Bauer, Good & Branch, 1997 – jedynym przedstawicielem jest Cryptactites peringueyi (Boulenger, 1910)
- Cyrtodactylus Gray, 1827
- Cyrtopodion Fitzinger, 1843
- Dixonius Bauer, Good & Branch, 1997
- Dravidogecko Smith, 1933
- Ebenavia Boettger, 1877
- Elasmodactylus Boulenger, 1895
- Geckolepis Grandidier, 1867
- Gehyra Gray, 1834
- Gekko Laurenti, 1768
- Goggia Bauer, Good & Branch, 1997
- Hemidactylus Gray, 1825
- Hemiphyllodactylus Bleeker, 1860
- Heteronotia Wermuth, 1965
- Homopholis Boulenger, 1885
- Kolekanos Heinicke, Daza, Greenbaum, Jackman & Bauer, 2014
- Lakigecko Torki, 2020 – jedynym przedstawicielem jest Lakigecko aaronbaueri Torki, 2020
- Lepidodactylus Fitzinger, 1843
- Luperosaurus Gray, 1845
- Lygodactylus Gray, 1864
- Matoatoa Nussbaum, Raxworthy & Pronk, 1998
- Mediodactylus Szczerbak & Golubev, 1977
- Microgecko Nikolsky, 1907
- Nactus Kluge, 1983
- Narudasia Methuen & Hewitt, 1914 – jedynym przedstawicielem jest Narudasia festiva Methuen & Hewitt, 1914
- Pachydactylus Wiegmann, 1834
- Paragehyra Angel, 1929
- Paroedura Günther, 1879, 1879
- Parsigecko Safei-Mahroo, Ghaffari & Anderson, 2016 – jedynym przedstawicielem jest Parsigecko ziaiei Safei-Mahroo, Ghaffari & Anderson, 2016
- Perochirus Boulenger, 1885
- Phelsuma Gray, 1825
- Pseudoceramodactylus Haas, 1957 – jedynym przedstawicielem jest Pseudoceramodactylus khobarensis Haas, 1957
- Pseudogekko Taylor, 1922
- Ptenopus Gray, 1865
- Ramigekko Heinicke, Daza, Greenbaum, Jackman & Bauer, 2014 – jedynym przedstawicielem jest Ramigekko swartbergensis (Haacke, 1996)
- Rhinogekko de Witte, 1973
- Rhoptropella Hewitt, 1937 – jedynym przedstawicielem jest Rhoptropella ocellata (Boulenger, 1885)
- Rhoptropus Peters, 1869
- Stenodactylus Fitzinger, 1826
- Tenuidactylus Szczerbak & Golubev, 1984
- Trachydactylus Haas & Battersby, 1959
- Trigonodactylus Haas, 1957
- Tropiocolotes Peters, 1880
- Urocotyledon Kluge, 1983
- Uroplatus Duméril, 1806